# Vittorio Fusco
Vittorio Fusco (Campobasso, 24 aprile 1939 – Nardò, 11 luglio 1999) è stato un vescovo cattolico e biblista italiano.

## Biografia
Nacque a Campobasso il 24 aprile 1939 da una famiglia molto religiosa.
Il 15 luglio 1962, dopo gli studi filosofici e teologici, presso il seminario pontificio di Benevento, fu ordinato sacerdote dal vescovo di Boiano-Campobasso Alberto Carinci.
Dopo aver insegnato religione ed essere stato vicario parrocchiale, per un breve periodo, proseguì a Roma gli studi teologici e biblici. Conseguì, infatti, nel 1967, la licenza in teologia presso la Pontificia Università Gregoriana e successivamente, nel 1969 la licenza in scienze bibliche presso l'Istituto biblico e sempre in tale istituto,nel 1979, conseguì il dottorato in scienze bibliche con una tesi dal titolo: Parola e Regno. La sezione delle parabole (Mc 4,1-34) nella prospettiva marciana, sotto la guida del Prof.Ignace De La Potterie.
Fu docente di esegesi neotestamentaria presso la Pontificia facoltà teologica dell'Italia meridionale e nell'Istituto superiore di scienze religiose di Campobasso. Fece parte, su indicazione dell'allora cardinale Joseph Ratzinger, della Pontificia commissione biblica.
Fu cappellano dell'Università del Molise, canonico della cattedrale e delegato per la catechesi della sua diocesi natia.
Il 12 settembre 1995 fu eletto, da papa Giovanni Paolo II, vescovo di Nardò-Gallipoli e consacrato il 7 ottobre dello stesso anno. Prese possesso della diocesi il 28 ottobre 1995.
Si spense, a Nardò, a causa di una grave malattia, l'11 luglio 1999. Fu sepolto, per volontà testamentaria, presso l'altare del Santissimo Sacramento, nella basilica concattedrale di Sant'Agata di Gallipoli.
Sono stati intitolati alla sua memoria il Museo Diocesano di Gallipoli (Le), la biblioteca diocesana di Campobasso ed una strada a Casarano.

## Opere
Fu autore di circa 70 pubblicazioni inerenti tematiche bibliche, che si concentrano principalmente sui vangeli sinottici e sugli Atti degli Apostoli, alcune delle quali sono state anche tradotte all'estero.
Nel testamento, redatto il 26 maggio 1999, lasciò i diritti di autore all'Istituto Teologico Pugliese, di cui fu moderatore agli studi.
Tra le opere più importanti si hanno:
- Oltre la parabola, Borla Edizioni (1982);
- Nuovo dizionario di teologia biblica, Ed. Paoline (1988);
- Povertà e sequela. La pericope sinottica della chiamata del ricco (MC 10, 17-31), Paideia (1991);
- La casa sulla roccia: temi spirituali di Matteo, Qiqajon-Comunità di Bose (1994);
- Le prime comunità cristiane. Tradizioni e tendenze nel primo cristianesimo delle origini, Edizioni Dehoniane Bologna (1997).

## Genealogia episcopale
La genealogia episcopale è:
- Cardinale Scipione Rebiba
- Cardinale Giulio Antonio Santori
- Cardinale Girolamo Bernerio, O.P.
- Arcivescovo Galeazzo Sanvitale
- Cardinale Ludovico Ludovisi
- Cardinale Luigi Caetani
- Cardinale Ulderico Carpegna
- Cardinale Paluzzo Paluzzi Altieri degli Albertoni
- Papa Benedetto XIII
- Papa Benedetto XIV
- Cardinale Enrico Enriquez
- Arcivescovo Manuel Quintano Bonifaz
- Cardinale Buenaventura Córdoba Espinosa de la Cerda
- Cardinale Giuseppe Maria Doria Pamphilj
- Papa Pio VIII
- Papa Pio IX
- Cardinale Alessandro Franchi
- Cardinale Giovanni Simeoni
- Cardinale Antonio Agliardi
- Cardinale Basilio Pompilj
- Cardinale Adeodato Giovanni Piazza, O.C.D.
- Cardinale Sebastiano Baggio
- Arcivescovo Ettore Di Filippo
- Vescovo Vittorio Fusco